# Сене-Хресчен
Сене́-Хресче́н (рос. Сене-Хресчен, чув. Çĕнĕ Хресчен) — присілок у Чувашії Російської Федерації, у складі Тораєвського сільського поселення Моргауського району.
Населення — 36 осіб (2010; 45 в 2002, 67 в 1979; 106 в 1939).

## Історія
Присілок заснований у першій половині 1920-их років. 1930 року утворено колгосп «Смичка». До 1927 року присілок перебував у складі Тораєвській волості Ядрінського повіту. 1927 року присілок переданий до складу Ядрінського, 1929 року — до складу Татаркасинського, 16 січня 1939 року — до складу Сундирського, 17 березня 1939 року — до складу Совєтського, 1956 року — до складу Моргауського, 14 липня 1959 року — до складу Аліковського, 1 жовтня 1959 року — повернуто до складу Сундирського, 1962 року — повернуто до складу Ядрінського, 1964 року — повернутий до складу Моргауського району.